# 徐昌嗣
徐昌嗣（?—?），五代十国后期平海军泉州莆田县人，是晚唐文学家徐夤的曾孙。
徐昌嗣与弟徐昌燧、徐昌图并有才名。参加明经考试合格，得到秘书郎的职务，后来又被平海军节度使陈洪进提拔为掌书记。徐昌嗣最先劝陈洪进归降北宋，陈洪进不听，还想杀掉徐昌嗣，徐昌嗣遂逃往汴京。北宋灭南唐后，陈洪进才领悟到徐昌嗣的忠心，于是派遣其弟徐昌图与陈仁愿向宋朝呈交文书，表达归顺的意愿。